# Semiothisa melanderi
Semiothisa melanderi là một loài bướm đêm trong họ Geometridae.